# Trygodes amphion
Trygodes amphion är en fjärilsart som beskrevs av William Schaus 1912. Trygodes amphion ingår i släktet Trygodes och familjen mätare. Inga underarter finns listade i Catalogue of Life.